# Pasiphaea acutifrons
Pasiphaea acutifrons is een garnalensoort uit de familie van de Pasiphaeidae. De wetenschappelijke naam van de soort is voor het eerst geldig gepubliceerd in 1888 door Spence Bate.